# Wojna sześciodniowa
Wojna sześciodniowa, także: wojna izraelsko-arabska 1967, trzecia wojna izraelsko-arabska, an‑Naksah lub wojna czerwcowa (arab. ‏حرب الأيام الستة‎, ħarb al‑ayyam as‑sitta; hebr. ‏מלחמת ששת הימים‎, Milchemet szeszet ha-jamim) – wojna izraelsko-arabska stoczona pomiędzy Izraelem a Egiptem, Jordanią i Syrią w 1967 roku. W wojnę zaangażowały się także inne arabskie państwa: Irak, Arabia Saudyjska, Kuwejt i Algieria.

## Geneza konfliktu
Po zakończeniu kryzysu sueskiego w 1956 międzynarodowa społeczność wymusiła na Izraelu, by wycofał swoje wojska z półwyspu Synaj. Egipt wyraził zgodę na wejście na jego terytorium międzynarodowych sił pokojowych UNEF, które zajęły pozycje na granicy izraelsko-egipskiej na Synaju. Zadaniem sił UNEF było nadzorowanie warunków zawieszenia broni oraz zapobieganie przenikaniu fedainów przez zdemilitaryzowaną granicę na terytorium Izraela. Egipt wyraził także zgodę na otworzenie Cieśnin Tirańskich dla izraelskich statków. W efekcie, granica izraelsko-egipska pozostała przez pewien czas spokojna.
Jednak pomimo zawartego zawieszenia broni w następnych latach wojna powróciła na Bliski Wschód. Państwa arabskie nadal nie uznawały istnienia żydowskiego państwa w Palestynie. Realizując plany zniszczenia Izraela, Syria sprzymierzyła się ze ZSRR i zaczęła wspierać napady fedainów na Izrael.

### Izraelski Narodowy System Wodny
10 czerwca 1964 Izrael uruchomił Narodowy System Wodny (HaMovil Ha'Artzi). System pomp każdego dnia przepompowywał 1 mln m³ wody z Jeziora Tyberiadzkiego, który poprzez system otwartych kanałów, tuneli i olbrzymich rurociągów docierał do pustyni Negew.
Syria postanowiła wykorzystać to jako pretekst do zaostrzenia konfliktu izraelsko-arabskiego i uznała oficjalnie, że izraelskie prace budowlane objęły obszar strefy zdemilitaryzowanej na granicy izraelsko-syryjskiej. Syryjczycy uznali to za naruszenie integralności terytorialnej i wezwali wszystkie kraje arabskie do wypowiedzenia wojny Izraelowi.
Do pierwszych starć doszło 13 listopada 1964, gdy syryjscy żołnierze ostrzelali izraelski patrol graniczny w rejonie rzeki Dan, w Górnej Galilei. W odwecie izraelskie samoloty przeprowadziły nalot na Wzgórzach Golan, a syryjska artyleria rozpoczęła regularny ostrzał żydowskich osiedli położonych w rejonie Jeziora Tyberiadzkiego. Równocześnie Syria, Jordania i Liban rozpoczęły prace budowlane, mające na celu odwrócenie biegu niektórych dopływów rzeki Jordan (Hasbani i Banias), które znajdowały się na ich obszarze, tak aby uniemożliwić przepływ wody do Izraela. Liczba starć granicznych bardzo szybko narastała i już w 1965 zaczęto mówić o toczącej się „Bitwie o Wodę”.
4 listopada 1966 Egipt i Syria zawarły porozumienie o wojskowej współpracy. Przewidywało ono rozpoczęcie wojny w przypadku jakiejkolwiek napaści na drugie państwo. Był to obronny sojusz, jednak w rzeczywistości przez cały czas z terytorium Syrii i Jordanii operowały grupy arabskich bojowników, którzy przenikali przez granicę i atakowali miejscowości izraelskie. Sojusz zabezpieczał jednak Syrię przed ewentualnym izraelskim odwetem.

### Operacja „Shredder”
13 listopada 1966 izraelska armia przeprowadziła operację odwetową, wkraczając siłami 3 tys. żołnierzy do Jordanii. Podczas tej operacji zajęte zostały wsie arabskie Es Samu, Kirbet El-Markas i Kirbet Jimba w pobliżu Hebronu, w Judei. W trakcie trwania operacji doszło do starcia z jordańskimi siłami, które interweniowały w rejonie wioski Es Samu. W walce zginęło 15 jordańskich żołnierzy i 3 cywili, rannych zostało 54 żołnierzy i 29 cywili. Zginął także 1 izraelski spadochroniarz, a 10 zostało rannych. We wsi Es Samu zniszczonych zostało 125 domów.
Izraelska operacja odwetowa spotkała się z wielką krytyką ze strony Jordanii i innych arabskich sąsiadów. Jedną z konsekwencji tej operacji było ogłoszenie 20 listopada przez króla Husajn ibn Talala mobilizacji jordańskiej armii. Zwiększało to napięcie w całym regionie i stwarzało zagrożenie wybuchu kolejnej wojny. W rezultacie 25 listopada Rada Bezpieczeństwa ONZ przyjęła rezolucję nr 228 potępiając Izrael za operację wojskową w Jordanii.

#### Nasilenie konfliktu
Na początku 1967 liczba incydentów na granicy izraelsko-syryjskiej przybrała rozmiary normalnej wojny. Syryjska artyleria ostrzeliwała żydowskie kibuce, a arabscy bojownicy przenikali przez granicę i podkładali miny lądowe na drogach. W odwecie 7 kwietnia 1967 izraelskie samoloty zbombardowały Wzgórza Golan. Doszło wówczas do walki powietrznej, podczas której zestrzelonych zostało 6 syryjskich myśliwców MiG-21. Syria, czując się zagrożona, poprosiła Egipt o udzielenie wojskowej pomocy.
Próbę pokojowej mediacji podjęły się międzynarodowe siły UNTSO, jednak strona syryjska odmówiła jakiejkolwiek współpracy do czasu wstrzymania przez Izrael prac rolniczych nad Jeziorem Tyberiadzkim.

## Początek konfliktu
13 maja 1967 przewodniczący Prezydium Rady Najwyższej ZSRR Nikołaj Podgorny przekazał egipskiemu wiceprezydentowi Anwarowi Sadatowi fałszywą informację o koncentracji 12 izraelskich brygad przy granicy z Syrią. Wprowadzeni w błąd Egipcjanie byli przekonani, że Izrael przygotowuje się do inwazji. Dlatego ich reakcja była natychmiastowa i zdecydowana. 14 maja prezydent Naser zarządził mobilizację armii i rozpoczęto przerzucanie wojsk na półwysep Synaj.

### Wycofanie sił UNEF
16 maja 1967 szef sztabu egipskiej armii generał Mohammed Fawzy zażądał wycofania międzynarodowych sił pokojowych UNEF z Synaju. Fawzy napisał w liście do dowódcy sił UNEF: „Do twojej wiadomości, wydałem rozkaz wszystkim siłom zbrojnym Egiptu być gotowym do działań przeciwko Izraelowi, który może przeprowadzić agresywne działania przeciwko jakiemukolwiek państwu arabskiemu. Z powodu tego rozkazu nasze wojsko już jest skoncentrowane na Synaju na naszej wschodniej granicy. Przez wzgląd na bezpieczeństwo wojsk ONZ, które stacjonują wzdłuż naszych granic, proszę abyś wydał rozkaz natychmiastowego ich wycofania”. Dowódca sił UNEF, generał Indar Jit Rikhye, odpowiedział, że musi poczekać na decyzję sekretarza generalnego ONZ.
Sekretarz Sithu U Thant podjął próbę negocjacji z Egipcjanami, a następnie 18 maja zaproponował Izraelowi przegrupowanie międzynarodowych sił pokojowych UNEF na terytorium Izraela, by mogły one nadal wypełniać swoją misję rozjemczą na granicy. Wobec odmowy, 18 maja 1967 U Thant wyraził zgodę na ewakuację sił UNEF z półwyspu Synaj i ze Strefy Gazy.

### Blokada Cieśnin Tirańskich
18 maja 1967 egipskie radio „Głos Arabów” podało komunikat, że „jedyną metodą działania przeciw Izraelowi jest totalna wojna, której wynikiem będzie eksterminacja egzystencji Syjonistów”. Następnego dnia Egipcjanie rozpoczęli remilitaryzację Synaju, przegrupowując swoje wojska ku granicy z Izraelem. 20 maja syryjski minister obrony Hafez al-Assad powiedział: „Jako przedstawiciel armii wierzę, że nadszedł czas rozpoczęcia bitwy o unicestwienie Izraela”.
22 maja 1967 Egipt ogłosił, że Cieśniny Tirańskie zostają od 23 maja zamknięte dla „wszystkich statków płynących pod banderą Izraela albo wiozących strategiczne towary” dla Izraela.
23 maja Izrael cytując międzynarodowe prawo oświadczył, że zamknięcie cieśnin jest nielegalne i zapowiedział rozważenie kroków zapobiegawczych. Oficjalne oświadczenie uznawało ogłoszenie blokady morskiej cieśnin jako wyraźny akt agresji – jako pierwszy strzał w nowej wojnie. Egipt i pozostałe państwa arabskie uznały w odpowiedzi, że jakiekolwiek działanie ofensywne Izraela byłoby nieusprawiedliwioną prawnie samoobroną, ponieważ nie nastąpił żaden zbrojny atak. Dodatkowo Egipt oświadczył, że rejon Zatoki Akaba zawsze znajdował się na jego wodach terytorialnych i prawo korzystania z tej drogi wodnej przysługuje jedynie państwom zaprzyjaźnionym – Jordanii i Arabii Saudyjskiej. Nie uwzględniono przy tym twierdzenia, że w Zatoce Akaba znajduje się także izraelski port Ejlat.
25 maja 1967 Siły Obronne Izraela ukończyły pośpiesznie przeprowadzoną częściową mobilizację. Przygotowując się do wojny przygotowano około 14 tys. miejsc w szpitalach i zaczęto kopanie grobów na około 10 tys. ciał. Państwowe linie lotnicze El Al zawiesiły wszystkie loty, a zagraniczne linie zabierały z lotniska Lod setki spanikowanych turystów, którzy naprędce opuszczali Bliski Wschód.
26 maja egipski prezydent Naser powiedział: „Zamierzamy przypuścić frontalny atak na Izrael. To będzie wojna totalna. Naszym podstawowym celem będzie unicestwienie Izraela”. 28 maja Naser dodał: „samo istnienie Izraela stanowi agresję”. Równocześnie zagroził on całkowitym zamknięciem Kanału Sueskiego, gdyby jakiekolwiek państwo spróbowało interweniować w trakcie wojny egipsko-izraelskiej. 29 maja Naser zażądał od Izraela oddania portu Ejlat i innych terenów położonych wzdłuż linii demarkacyjnej.

### Egipt i Jordania
30 maja 1967 jordański król Husajn ibn Talal zawarł z egipskim prezydentem Gamalem Abdelem Naserem sojusz wojskowy wymierzony przeciwko Izraelowi. Armia jordańska została podporządkowana Egiptowi, który razem z Syrią przygotowywał się do wojny. Równocześnie Irak, Kuwejt, Tunezja, Sudan, Maroko i Algieria zgodziły się skierować swoje oddziały przeciwko Izraelowi. Po stronie Zjednoczonej Republiki Arabskiej opowiedziały się także: Pakistan, Indonezja, ZSRR i Chiny. Naser powiedział: „Wojska Egiptu, Jordanii, Syrii i Libanu są zgromadzone na granicach Izraela... razem z nami stoją oddziały wojskowe Iraku, Algierii, Kuwejtu, Sudanu i wszystkich arabskich państw. Ten akt wprawi świat w zdumienie. Dzisiaj oni zobaczą, że Arabowie są przygotowani do decydującej bitwy. Osiągnęliśmy etap gotowości do działania i nie będzie już więcej oświadczeń.”
Tego samego dnia Irak, Sudan, Kuwejt i Algieria ogłosiły mobilizację swoich wojsk. W świecie arabskim głoszone było hasło: „Cel, jaki nam przyświeca – to całkowita zagłada Izraela!” 31 maja iracki prezydent Abd ar-Rahman Arif powiedział: „Obecność Izraela to pomyłka, która musi być naprawiona... Nasz cel jest jasny – zmieść Izrael z mapy.”
3 czerwca Egipt przerzucił drogą powietrzną do Ammanu dwa bataliony komandosów z zadaniem przeniknięcia na terytorium Izraela i przeprowadzenia licznych działań sabotażowo-dywersyjnych.

## Zgromadzone siły

### Arabowie
Strategię działań arabskich armii stworzył egipski prezydent Naser. Był on jednak bardzo niezdecydowany i w maju 1967 czterokrotnie zmieniał plany operacyjne armii. Każda zmiana planów wiązała się z przegrupowaniem oddziałów, dużymi kosztami finansowymi i przede wszystkim ze stratą czasu. Ostatecznie Naser przyjął plan „Qahir” („Zwycięstwo”), który przewidywał szybkie zdobycie izraelskich przednich fortyfikacji granicznych, a następnie wstrzymanie ofensywy i prowadzenie długotrwałych walk pozycyjnych, aż do wyczerpania zapasów strategicznych przeciwnika. W przypadku izraelskiego kontrataku, miał on być powstrzymany w głębi półwyspu Synaj. Po wykrwawieniu głównych izraelskich sił uderzeniowych, arabskie armie miały przejść do działań ofensywnych i ostatecznie zlikwidować państwo żydowskie w Palestynie.
Do zrealizowania tego planu pod dowództwem Nasera znalazły się:
- Egipt: 160 tys. ludzi zgrupowanych w 8 dywizjach (5 piechoty, 2 pancerne i 1 zmechanizowana) oraz 8 niezależnych brygadach (4 piechoty i 4 pancerne). Dysponowali oni 950 czołgami (produkcji radzieckiej: T-34, T-54, T-55), 200 działami samobieżnymi (SU-85 i SU-100), 1,1 tys. transporterów opancerzonych oraz ponad 1 tys. dział artylerii. Siły powietrzne dysponowały 410 samolotami (produkcji radzieckiej, chińskiej, czechosłowackiej i polskiej: 30 średnich bombowców Tu-16, 49 lekkich bombowców Ił-28, 55 myśliwców bombardujących Su-7, 163 myśliwce MiG-21 oraz myśliwce MiG-15, MiG-17 i MiG-19). Siły morskie stanowiły: 14 okrętów podwodnych (radzieckie typu „W” i „R”), 5 niszczycieli (radzieckie typu Skoryj), 3 fregaty, 2 korwety, 20 kutrów rakietowych (radzieckie typu Osa i Komar), 32 kutry torpedowe, 8 trałowców, 12 ścigaczy okrętów podwodnych i 10 okrętów desantowych[18].
- Syria: 75 tys. ludzi[19], którzy dysponowali 300 czołgami, w tym PzKpfw IV, 100 działami samobieżnymi oraz 400 działami artylerii. Wsparcie powietrzne stanowiło 200 samolotów (w tym 140 maszyn bojowych, między innymi MiG-17 i MiG-19). Marynarka posiadała 2 trałowce, 3 kutry patrolowe, 2 kutry rakietowe i 13 kutrów torpedowych.
- Jordania: 55 tys. ludzi wspieranych przez 300 czołgów (brytyjskie i amerykańskie Centurion, M47 i M48 Patton) i 200 dział artylerii. Siły powietrzne posiadały 120 samolotów (w tym 70 maszyn bojowych, głównie brytyjskie Hawker Hunter FGA9)[20].
- Irak: 20 tys. ludzi wspieranych przez 100 czołgów i 50 samolotów (Hawker Hunter FGA9 i MiG-21)[16].

### Izrael

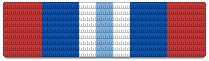
Izraelska baretka za udział w wojnie sześciodniowej

1 czerwca 1967 izraelski minister obrony Mosze Dajan przedstawił plan błyskawicznej wojny przeciwko arabskim sąsiadom. Plan przewidywał przeprowadzenie nagłego uderzenia powietrzno-lądowego, które miało błyskawiczne rozbić siły egipskie zgromadzone na półwyspie Synaj, a następnie przerzucenie zwolnionych oddziałów na front jordański i syryjski. Marynarka miała ochraniać wybrzeża przed desantami wroga, a główne zadania powierzono lotnictwu oraz wojskom lądowym, uwzględniając desanty spadochronowe i śmigłowcowe.
Do realizacji planu przygotowano 264 tys. ludzi zgrupowanych w 26 brygadach (11 pancernych, 11 piechoty i 4 powietrznodesantowe). Dysponowali oni 1,3 tys. czołgami (francuskie AMX-13, brytyjskie Centurion, amerykańskie M4 Sherman i M48 Patton), 160 działami samobieżnymi i 800 działami artylerii. Siły powietrzne posiadały 197 samolotów bojowych (72 naddźwiękowe samoloty myśliwsko-bombowe Mirage IIIC zgrupowanych w 3 dywizjonach myśliwskich, 60 myśliwców bombardujących Super Mystère B2, Mystère II i 41 myśliwców Dassault MD 450 Ouragan zgrupowanych w 1 dywizjonie wielozadaniowym i 3 dywizjonach myśliwsko-bombowych, wspieranych przez 25 lekkich bombowców Sud-Ouest Vautour II). W 2 dywizjonach transportowych znajdowały się samoloty transportowe Noratlas, Stratocruiser, C-46 i C-47. Marynarka dysponowała 4 okrętami podwodnymi, 3 niszczycielami (w tym jednym zdobytym na Egipcjanach w 1956 r.), 12 kutrami torpedowymi, 6 okrętami patrolowymi i 3 małymi okrętami desantowymi.
Na głównym kierunku natarcia – froncie synajskim – w ramach Grupy Operacyjnej „Południe” rozmieszczono trzy dywizje (ugdy): 84. Dywizję Pancerną (generał Jisra’el Tal), 31. Dywizję Pancerną (generał Awraham Joffe) i 38. Dywizję Pancerną (generał Ariel Szaron). Główne siły zgrupowano w jeden rzut z niewielkim odwodem w pasie Gaza-Al-Kusajma z zadaniem szybkiego rozbicia wojsk egipskich. Na froncie jordańskim zgrupowano 5 brygad mających za zadanie pozorować duże działania przeciwko Jordańczykom (Grupa Operacyjna „Centrum”). Na froncie syryjskim umieszczono 3 brygady z zadaniami obronnymi (Grupa Operacyjna „Północ”). Dodatkowe siły odwodowe rozlokowano w okolicach Tel Awiwu. Do obrony Izraela pozostawiono zaledwie 12 samolotów, a pozostałe rozlokowano na lotniskach w pobliżu granicy egipskiej. Wykorzystano tutaj specjalnie wybudowane odcinki autostrad (lotniska polowe) rozmieszczone od Gazy do Hajfy i na całej pustyni Negew.

## Przebieg działań wojennych

### Uderzenie powietrzne
Izraelski plan zmasowanego uderzenia powietrznego na cele w Egipcie, Syrii i Jordanii otrzymał kryptonim: operacja „Skupienie” (hebr.: מבצע מוקד, Miwca Moked).
Operację rozpoczęto 5 czerwca 1967 przed 7.00 rano. Pierwsze uderzenia na bazy egipskie wykonano o godzinie 7.45. W pierwszej fali nalotu 183 izraelskie samoloty zbombardowały 11 egipskich lotnisk położonych na półwyspie Synaj i we właściwym Egipcie. Niespodziewany atak całkowicie zaskoczył Egipcjan, którzy w ogóle nie byli przygotowani na możliwość nalotu. Zniszczonych zostało 8 stacji radarowych oraz 197 egipskich samolotów (w tym 8 w walce powietrznej). W trakcie tej fazy operacji w niebezpieczeństwie znalazł się Ił-14, którym leciał dowódca egipskich sił zbrojnych Abd al-Hakim Amir; izraelski pilot, który chciał strącić samolot generała, skupił się jednak na walce z MiG-iem-21. Cały nalot trwał zaledwie 7 minut i 45 sekund. Egipcjanie zdołali zestrzelić 5 izraelskich samolotów.
Druga fala nalotu uderzyła o godzinie 9:00 rano w czternaście egipskich lotnisk i posterunki radarowe. Zniszczonych zostało 107 egipskich samolotów. Pomimo tak dużych strat egipskie radio z Kairu nadało informację o zestrzeleniu 75% izraelskich samolotów, rozbiciu sił lądowych Izraela i rozpoczęciu natarcia na Tel Awiw. Takie wiadomości miały zachęcić sojusznicze państwa arabskie do przystąpienia do wojny, wprowadziły jednak dezinformację i zamieszanie wśród sojuszników.
Kolejna fala została skierowana przeciw Jordanii, która w międzyczasie rozpoczęła ostrzał terytorium izraelskiego. Około godziny 12.45 zaatakowano bazy lotnicze w Al-Mafraku i Ammanie oraz posterunek radarowy w Adżlunie. Izraelczycy zniszczyli osiemnaście Hawkerów Hunterów w powietrzu i na ziemi oraz pewną liczbę maszyn innych typów, tracąc jednego Mystère’a. Jordania była tym nalotem tak zaskoczona, że uznała izraelskie samoloty za lotnictwo amerykańskie operujące z lotniskowców. Spowodowane to było przekonaniem, że większość izraelskich samolotów została zniszczona nad Egiptem. Niedługo później rozpoczęło się uderzenie na syryjskie lotniska As-Sajkal, Ad-Dumajr, Mardż Rijal i (o 16.00) T-4. Tam Izraelczycy stracili cztery samoloty, ale zniszczyli lub uszkodzili sześćdziesiąt jeden na ziemi i dziesięć w powietrzu. Po południu zaatakowano także bazę lotniczą H-3 w Iraku, ale silna obrona zmusiła Izraelczyków do wycofania się. Wieczorem ponownie uderzono na lotnisko Ras Banas w Egipcie. Ogółem pierwszego dnia wojny zniszczonych zostało 309 egipskich samolotów. Tym samym egipskie siły powietrzne zostały prawie całkowicie zniszczone kosztem zniszczonych 19 izraelskich samolotów (w tym 11 samolotów w wyniku usterek technicznych lub wypadków, zginęło 10 pilotów). Izraelczycy zdobyli panowanie powietrzne nad półwyspem Synaj.

### Uderzenie lądowe na Synaju
5 czerwca 1967 o godzinie 8:15 rozpoczęło się natarcie izraelskich sił lądowych, które pięcioma kolumnami wbiły się głęboko w egipskie pozycje w Strefie Gazy i na półwyspie Synaj.

#### Strefa Gazy
84. Dywizja Pancerna (3 brygady dowodzone przez generała Jisra’ela Tala) uderzyła na pozycje egipskie w Strefie Gazy, na linii Chan Junus–Rafah. Izraelczycy szybkim manewrem oskrzydlającym obeszli pod Chan Junus pozycje Egipcjan i zaatakowali od tyłu stanowiska artylerii, niszcząc je i zmuszając przeciwnika do opuszczenia pozycji obronnych. Następnie skierowali się wzdłuż brzegu morza w stronę Rafah, gdzie ciężkie walki trwały aż do wieczora, kiedy to miasto zostało zdobyte, a tym samym oddziały egipskie broniące Gazy zostały okrążone. W trakcie walk pod Rafah wyróżnili się izraelscy komandosi 35. Brygady Spadochronowej T'zanhanim, którzy byli specjalnie szkoleni do prowadzenia działań rozpoznawczych, szturmowych oraz dywersyjnych na terytorium nieprzyjaciela.
Wieczorem siły izraelskie z rejonu Rafah uderzyły w kierunku silnie bronionej egipskiej bazy Al-Arisz. W nocnych walkach umocnienia zostały przełamane i o świcie 6 czerwca Izraelczycy zdobyli ten ważny węzeł komunikacyjny. Równocześnie, o świcie 6 czerwca rozpoczęło się natarcie z rejonu Chan Junus w kierunku Gazy. Po ciężkich walkach, w południe zostały zdławione ostatnie punkty egipskiego oporu w Strefie Gazy.

### Synaj
Zajmująca centralny odcinek frontu 31. Dywizja Pancerna (generał Awraham Joffe) ruszyła przez pustynię (szlakiem uważanym przez Egipcjan za całkowicie nieprzejezdny) i po 9 godzinach dotarła oraz opanowała rejon Bir Lahfan. Zajęcie tego ważnego węzła komunikacyjnego miało duże znaczenie strategiczne, gdyż przecięło egipskie linie komunikacyjne i uniemożliwiało przegrupowanie rezerw oraz dostarczanie zaopatrzenia walczącym oddziałom.
38. Dywizja Pancerna (generał Ariel Szaron) uderzyła w kierunku ważnego węzła komunikacyjnego Abu Ageila. Ufortyfikowało się w nim ponad 8 tys. egipskich żołnierzy z 66 czołgami. Izraelczycy przez cały dzień podciągali oddziały, aby dopiero wieczorem rozpocząć natarcie. Ciężkie walki trwały przez całą noc i o świcie 6 czerwca Izraelczycy opanowali Abu Ageila. Egipcjanie stracili 40 czołgów, niszcząc w walce 19 izraelskich czołgów. Izraelskie oddziały z dywizji gen. Szarona natychmiast rozpoczęły natarcie w kierunku miasta Nachl położonego w centralnej części półwyspu Synaj.

### Utworzenie frontu syryjskiego
Na wieść o izraelskiej agresji na Egipt, 5 czerwca 1967 syryjska artyleria rozpoczęła w południe zmasowany ostrzał rejonu Safed w Górnej Galilei. W ciągu kilku dni ostrzału zniszczonych zostało 390 domów w żydowskich kibucach. Równocześnie syryjskie bombowce zbombardowały rafinerię ropy naftowej w Hajfie i lotnisko w Megiddo. 6 czerwca wojska syryjskie zaatakowały pozycje izraelskie nad Jeziorem Tyberiadzkim, zajmując miejscowości Haritio i Sher Jaskor.

### Utworzenie frontu jordańskiego
Na wieść o izraelskiej agresji na Egipt, 5 czerwca 1967 jordańska artyleria rozpoczęła ostrzał Tel Awiw oraz Lod. Równocześnie jordańskie bombowce zbombardowały izraelską bazę lotniczą Kefar Sirkin. W południe jordańskie siły lądowe rozpoczęły natarcie na izraelską enklawę na górze Skopus w Jerozolimie. Po południu, Legion Arabski przekroczył izraelską granicę i zajął siedzibę misji rozjemczej ONZ w Jerozolimie. Pomimo tego otwartego ataku Izrael nie rozpoczął od razu działań wojennych na tym froncie i jedynie wystosował pokojowe przesłanie za pośrednictwem ONZ, żądając od Jordanii wycofania wojsk ze swojego terytorium.

#### Zdobycie Jerozolimy

Wkroczenie Izraelczyków do Jerozolimy 7 czerwca 1967 r.

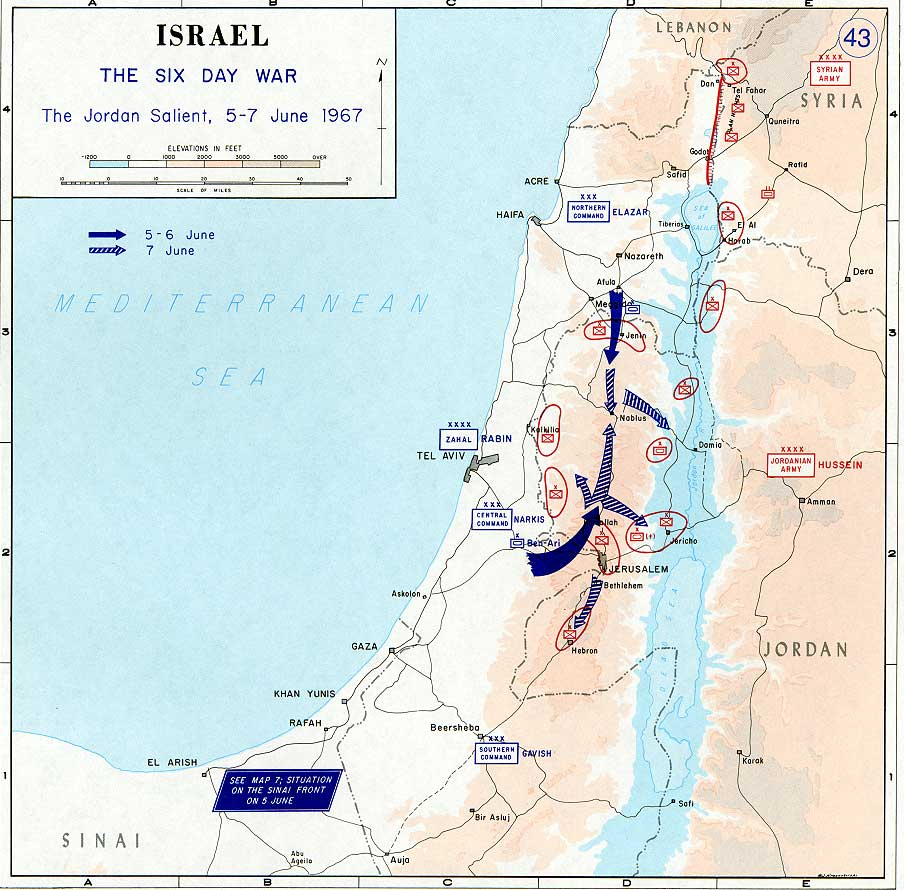
Wojna sześciodniowa
Działania na froncie jordańskim 5 czerwca-7 czerwca 1967 r.

O świcie 6 czerwca 1967 izraelska brygada spadochronowa rozpoczęła natarcie na arabską część Jerozolimy. Walki w mieście były niezwykle krwawe, gdyż Izraelczycy nie używali w walce ciężkiej broni, takiej jak artyleria i lotnictwo. Chodziło im o uniknięcie zniszczeń w świętym dla judaizmu mieście. Pomimo mocnego oporu jordańskich żołnierzy, wczesnym popołudniem północno-wschodnie dzielnice Jerozolimy zostały zdobyte przez Izraelczyków. Ostatecznie 7 czerwca Legion Arabski został zmuszony do wycofania się z Jerozolimy i miasto zostało zajęte w całości przez izraelskich komandosów.

#### Pogłoski
6 czerwca 1967 jordańska rozgłośnia radiowa podała komunikat, że Stany Zjednoczone oraz Wielka Brytania współpracują z Izraelem. Komunikat ten wywołał wielkie wzburzenie w świecie arabskim i w wielu państwach Bliskiego Wschodu tłumy demonstrantów zaatakowały amerykańskie i brytyjskie placówki dyplomatyczne. Dodatkowo Egipt, Syria, Sudan, Algieria, Jemen i Irak zerwały stosunki dyplomatyczne ze Stanami Zjednoczonymi.

#### Walki w Samarii
Równocześnie z działaniami w Jerozolimie, izraelskie oddziały przeprowadziły natarcie w kierunku Samarii. Miało ono na celu całkowite odblokowanie drogi Tel Awiw-Jerozolima i zajęcie pozycji wyjściowych do dalszej ofensywy w Samarii i Judei. Do południa zdobyto strategicznie położone miasteczko Latrun, a przed wieczorem miasta Ramallah i Dżanin. Równocześnie izraelskie siły powietrzne wykryły i zniszczyły bombardowaniami jordańską brygadę zmechanizowaną, która usiłowała nacierać z rejonu Jerycha w kierunku Jerozolimy. Bombardowaniami zniszczono także iracką brygadę pancerną, która przygotowywała się do przeprawy przez rzekę Jordan i wkroczenia do Samarii.
Tego samego dnia arabskie siły powietrzne podjęły próbę zbombardowania miast w Izraelu, działania te jednak nie odniosły żadnego skutku. W odwecie 6 czerwca izraelskie bombowce zbombardowały lotniska w Iraku, niszcząc 18 samolotów. Równocześnie nad Synajem zestrzelono w walkach powietrznych 11 egipskich samolotów.
W południe 7 czerwca 1967 dodatkowa izraelska brygada wzmocniła izraelskie siły w Jerozolimie, co umożliwiło przeprowadzenie natarcia w kierunku Judei. Dzięki temu do wieczora opanowano Gusz Ecjon, Hebron oraz Jerycho. Zablokowano także przeprawy przez rzekę Jordan (wysadzono mosty), uniemożliwiając Jordańczykom ściągnięcie posiłków. Jordańskie oddziały poszły wówczas w rozsypkę i tysiące jordańskich żołnierzy dezerterowało uciekając do swoich domów we wsiach Judei i Samarii. Na drogach pozostały duże ilości porzuconego sprzętu wojskowego.

### Przełom na Synaju

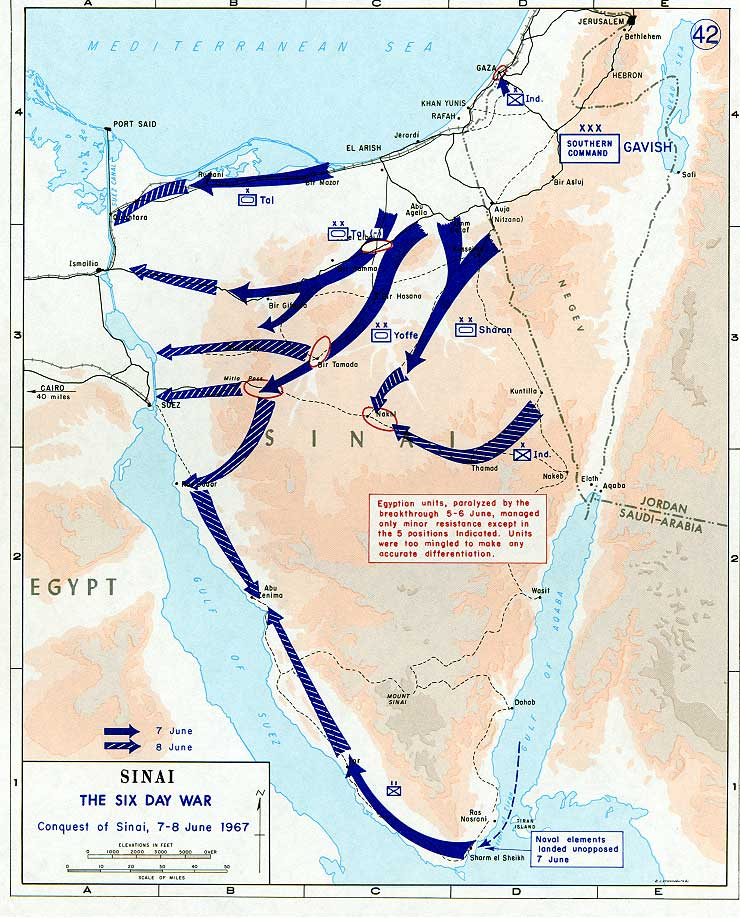
Wojna sześciodniowa
Zdobycie półwyspu Synaj 7 czerwca-8 czerwca 1967 r.

Wojska izraelskie przeprowadziły rozległy manewr oskrzydlający na półwyspie Synaj, usiłując zamknąć drogę ucieczki wycofującym się egipskim dywizjom, które planowano otoczyć na bezwodnych pustyniach Synaju. Do wieczora 7 czerwca Izraelczycy zajęli strategiczne przełęcze: Przełęcz Mitla i Przełęcz Gidi, zamykając części egipskich oddziałów drogę ucieczki w kierunku Kanału Sueskiego. Dodatkowo 7 czerwca Izraelczycy wysadzili desant morski zajmując Szarm el-Szejk na południu półwyspu Synaj. Natychmiast kolumny zmechanizowane rozpoczęły natarcie w kierunku Kanału Sueskiego. W nocy z 7 na 8 czerwca zajęto strategiczne miasto Nachl w centralnej części Synaju.
8 czerwca 1967 odcięte na półwyspie Synaj egipskie oddziały podjęły próbę przerwania izraelskiego okrążenia i przedostania się do rejonu Kanału Sueskiego. Do najcięższych walk doszło w okolicach Gifgafy i Przełęczy Mitla, gdzie doszło do największej od czasów II wojny światowej bitwy pancernej. Wzięło w niej udział ponad 1,1 tys. czołgów po obu stronach. Po ciężkiej bitwie, większość Egipcjan rzuciła się w panice do ucieczki, porzucając na polu walki czołgi i liczne pojazdy mechaniczne. Tylko nieliczne egipskie jednostki stawiały opór, uniemożliwiając izraelskim kolumnom zmechanizowanym rozwinięcie szybkiego natarcia w kierunku Kanału Sueskiego. Wieczorem 8 czerwca pierwsze izraelskie oddziały dotarły do Ras Sudr, na zachodnim wybrzeżu Synaju. W nocy z 8 na 9 czerwca 1967 Izraelczycy zajęli pozycje wzdłuż całego Kanału Sueskiego. Uznano, że Kanał będzie najlepszą zaporą antyczołgową chroniącą od zachodu Izrael.

#### Incydent z USS Liberty

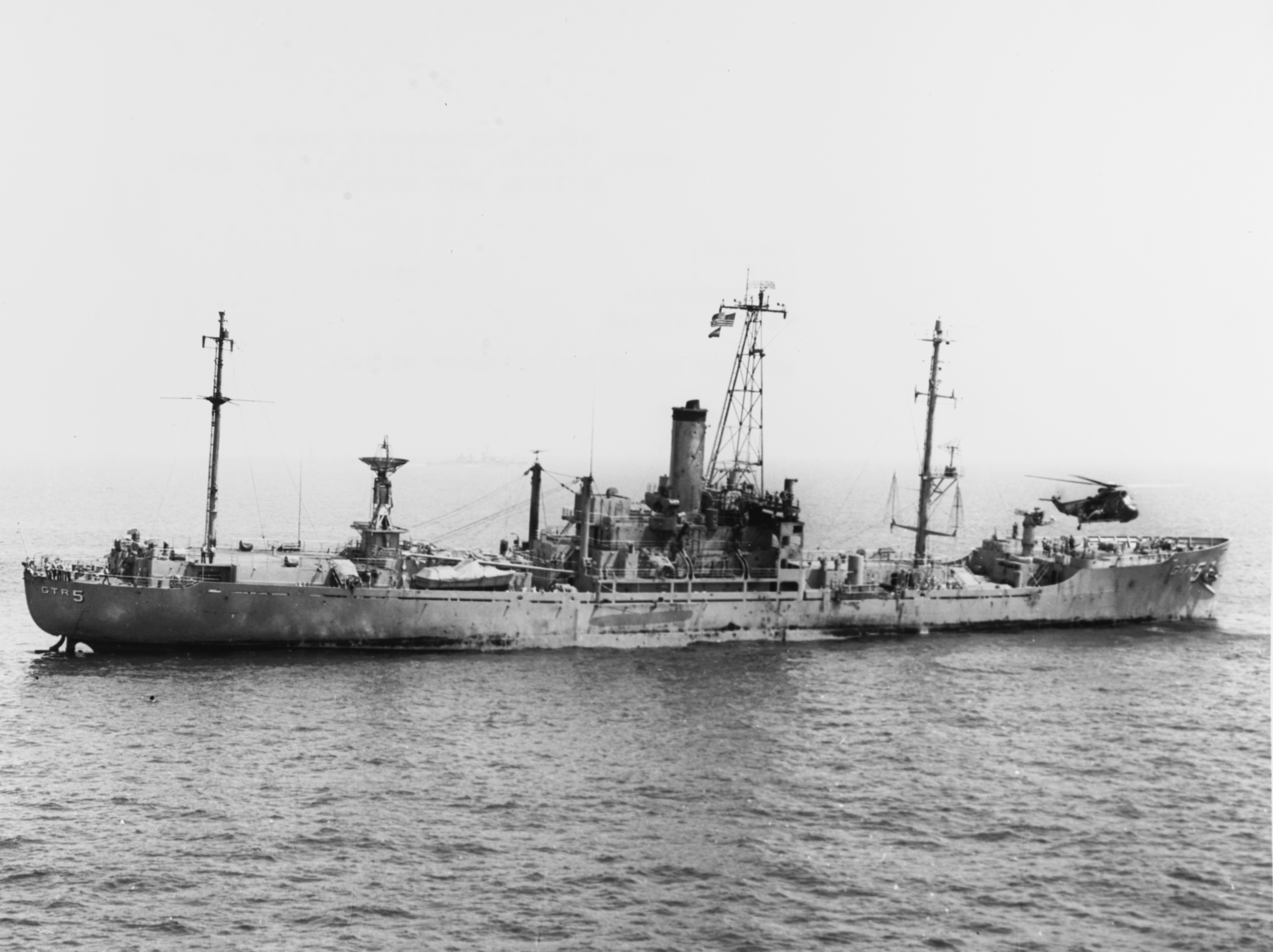
Ewakuacja rannych z ostrzelanego statku USS „Liberty”.

8 czerwca 1967 para izraelskich Mirage’ów III prowadzona przez późniejszego asa myśliwskiego i generała brygady Jiftacha Spektora zaatakowała u wybrzeży Egiptu amerykański okręt wywiadowczy USS „Liberty”. W ataku zginęło 34 amerykańskich marynarzy, a 75 zostało rannych. Istnieje wiele hipotez na ten temat, ale oficjalnie stwierdzono, że atak nastąpił przez pomyłkę.

### Rozejm z Egiptem i Jordanią
8 czerwca 1967 Rada Bezpieczeństwa ONZ wezwała wszystkie walczące strony do wstrzymania ognia. Izrael, Egipt i Jordania wyraziły gotowość do podporządkowania się zawieszeniu broni, które zaczęło obowiązywać od godziny 23:30, dnia 8 czerwca.

### Wzgórza Golan

Wojna sześciodniowa
Bitwa o Wzgórza Golan 9 czerwca-10 czerwca 1967 r.

Od 7 czerwca 1967 izraelskie siły powietrzne bombardowały syryjskie fortyfikacje na Wzgórzach Golan, niszcząc liczne pozycje artylerii. Lądowe natarcie rozpoczęło się przed wieczorem 9 czerwca, kiedy to cztery izraelskie brygady rozpoczęły dwukierunkowe natarcie – na południe od Jeziora Tyberiadzkiego w głąb Wzgórz Golan, oraz na północ od Jeziora Tyberiadzkiego, poprzez most Banat Jacuub w głąb Wzgórz Golan. Natarcie posuwało się do przodu pod ciężkim ostrzałem artyleryjskim, który pustoszył szeregi nacierających izraelskich oddziałów. Wzgórza w okolicach Al-Kunajtira stały się prawdziwymi „polami śmierci” dla izraelskiej piechoty.
W nocy z 9 na 10 czerwca 1967 izraelskie kolumny zmechanizowane, naruszając neutralność Libanu, obeszły północne skrzydło obrony syryjskiej i rano uderzyły na jej tyły w rejonie wioski Masade. Równocześnie desantowano na tyłach wroga oddziały powietrznodesantowe, które dezorganizowały obronę Syryjczyków. Izraelska brygada Golani zasłynęła zdobyciem syryjskiej twierdzy Tel-Fahar. Po dwóch dniach ciężkich walk, 10 czerwca izraelskie oddziały zajęły syryjskie miasta Al-Kunajtira i Tawafiq. Syryjska armia została rozbita i na całym froncie wycofywała się w panice.

### Konflikt na linii Wschód – Zachód
9 czerwca 1967 państwa Układu Warszawskiego ogłosiły „Deklarację Solidarności” z państwami arabskimi i zerwały stosunki dyplomatyczne z Izraelem (z wyjątkiem Rumunii). Proradziecki blok wojskowy potraktował zniszczenie wojsk arabskich jako cios wymierzony w potencjał wojskowy Układu Warszawskiego, ponieważ armie arabskie były wyposażone w radziecki sprzęt wojskowy, a liczni oficerowie wojsk arabskich przechodzili szkolenie w państwach bloku wschodniego.
Następnego dnia, 10 czerwca 1967, Związek Radziecki zażądał od Izraela wstrzymania wszystkich działań wojskowych w Syrii. W przeciwnym razie zagrożono radziecką interwencją zbrojną na Bliskim Wschodzie. To oświadczenie połączone z groźbą interwencji zbrojnej wywołało poważny kryzys pomiędzy Związkiem Radzieckim a Stanami Zjednoczonymi.
W odpowiedzi na radzieckie groźby i żądania Stany Zjednoczone postawiły w stan gotowości bojowej VI Flotę, która przebywała na ćwiczeniach morskich w rejonie Gibraltaru na Morzu Śródziemnym. Amerykańskie okręty wojenne wzięły kurs na Syrię i zaczęły przygotowywać się do obrony Izraela. Równocześnie amerykańska dyplomacja wywarła silny nacisk na rząd Izraela, aby jak najszybciej zakończyć wojnę.

#### Rozejm z Syrią
10 czerwca 1967 o godzinie 18:30 ogłoszono zawieszenie broni na froncie izraelsko-syryjskim. W momencie wprowadzenia rozejmu wojskom izraelskim brakowało kilku godzin, by dotrzeć do przedmieść Damaszku.

## Bilans

### Izrael
Wojna sześciodniowa okazała się taktycznym i strategicznym sukcesem Izraela. Po raz pierwszy od swojego powstania w 1948 państwo Izrael miało granice możliwe do obrony przed napaścią. Stało się to dzięki temu, że Siły Obronne Izraela zajęły cały półwysep Synaj i ufortyfikowały się na wschodnim brzegu Kanału Sueskiego. Zajęcie Wzgórz Golan uwolniło żydowskie osiedla Galilei od artyleryjskiego ostrzału, natomiast zajęcie Judei i Samarii zabezpieczyło rejon Tel Awiw-Jafa, a co ważniejsze, włączyło w obręb granic Izraela miasto Jerozolimę, która była najważniejszym symbolem judaizmu. Stworzyło to zupełnie nową sytuację strategiczną na Bliskim Wschodzie. Od tego momentu, w przypadku jakiejkolwiek arabskiej agresji, stolice Egiptu (Kair), Jordanii (Amman) i Syrii (Damaszek) znajdowały się w zasięgu działań operacyjnych izraelskiej armii. Każdy potencjalny arabski atak mógł być teraz odpowiednio wcześniej wykryty i powstrzymany zanim zagroziłby państwu Izrael. Po raz pierwszy w swojej nowożytnej historii Izrael był bezpieczny militarnie.
Odnosząc tak spektakularne zwycięstwo Siły Obronne Izraela straciły 779 zabitych, 2563 rannych oraz 14 jeńców. Straty w sprzęcie wojskowym wyniosły: 46 samolotów i 80 czołgów. Koszty wojny obliczono na około 0,5 mld dolarów. Izraelskie lotnictwo dowiodło swojej wyższości nad arabskimi przeciwnikami, samym pilotom Mirage’ów III (najnowocześniejszych wówczas myśliwców w izraelskim lotnictwie) zaliczono 50,5 zestrzelenia za cenę czterech maszyn straconych w walkach powietrznych i pięciu zestrzelonych przez obronę przeciwlotniczą. Dodatkowo Izraelczycy zdobyli około 800 arabskich czołgów, które po gruntownym zmodernizowaniu umożliwiły wyposażenie dwóch pełnych brygad pancernych. Było to niezwykle ważne w pierwszym powojennym okresie, gdyż Izrael został pozbawiony dostaw sprzętu wojskowego i części zamiennych z Francji, która ogłosiła wobec Izraela embargo. Bardzo szybko miejsce Francji zajęły Stany Zjednoczone. Wiązało się to z koniecznością rozpoczęcia przezbrajania jednostek wojskowych.
Izraelscy politycy częściowo podzielili się w ocenie konsekwencji wojny. Prawicowi politycy okrzyknęli zwycięstwo i otwarcie popierali kolonizację zdobytych arabskich terytoriów. Natomiast część polityków lewicowych, wbrew powszechnemu entuzjazmowi, wyrażała swoje obawy związane z problemem Palestyńczyków. Po krótkim czasie lewica sformowała program „ziemia za pokój”, który oferował Arabom zwrot terytoriów okupowanych w zamian za uzyskanie trwałego pokoju.

### Arabowie
Wojna sześciodniowa wykazała słabość arabskich wywiadów oraz obnażyła braki w wyszkoleniu arabskich armii. Państwa arabskie zostały w tej wojnie pokonane.
- Egipt przyznał się do 11 500 zabitych, 20 000 rannych i 5500 jeńców. Rozbitych zostało siedem dywizji, w tym dwie pancerne. Utracono 80% sprzętu wojskowego: 350 samolotów, 625 czołgów (w tym 200 porzuconych sprawnych czołgów) i 750 dział artylerii[32]. Dodatkową bolesną stratą dla Egiptu okazała się blokada Kanału Sueskiego, który pozostał zamknięty do maja 1975. Na Jeziorze Gorzkim zostało „internowanych” 14 statków (w tym dwie polskie jednostki: MS Bolesław Bierut i MS Djakarta). Statki te nazwano Żółtą Flotą od pustynnego piasku nieustannie pokrywającego ich pokłady. Załogi unieruchomionych jednostek zaczęły wydawać okolicznościowe, własnoręcznie wykonane znaczki pocztowe, obecnie poszukiwane przez kolekcjonerów.
- Syria przyznała się do 2500 zabitych, 5000 rannych i 600 jeńców. Rozbitych zostało siedem brygad, w tym cztery piechoty, dwie zmechanizowane i jedna pancerna. Utracono: 57 samolotów i 100 czołgów (w tym 40 porzuconych sprawnych czołgów)[33].
- Jordania straciła około 6000 zabitych, 12 000 rannych i 636 jeńców. Utracono 28 samolotów[34].
- Irak oficjalnie przyznał się do 10 zabitych, 30 rannych. Utracił też co najmniej 28 samolotów[35].
- Palestyńczycy – na zajętych w 1967 przez Izrael ziemiach mieszkało w Strefie Gazy 381 tys. Arabów, a na Zachodnim Brzegu Jordanu około 586 tys. Arabów. Zdobyte tereny poddano administracji wojskowej, która starała się przestrzegać czterech zasad:

1. ograniczenie bezpośredniej wojskowej obecności,
2. nieinterweniowanie i normalizacja codziennego życia,
3. poprawa standardów życia
4. dążenie do otwarcia mostów z przejściami granicznymi na rzece Jordan (umożliwiłoby to połączenie rodzin arabskich, których część przebywała w obozach dla uchodźców w sąsiednich państwach).

Wprowadzanie tych zasad w życie teoretycznie było w interesie lokalnej społeczności arabskiej, ale praktyka okazała się zupełnie odmienna. Na terenach okupowanych pojawili się żydowscy osadnicy, którzy zaczęli zakładać nowe osiedla. W ten sposób Arabowie zaczęli tracić swoją ziemię. Powodowało to wzrost niezadowolenia i było przyczyną licznych konfliktów arabsko-żydowskich, które doprowadziły w 1987 do wybuchu Intifady.

## Konsekwencje wojny
Stanowisko państw arabskich po przegranej wojnie było jednoznaczne i nieustępliwe wobec Izraela, którego uznania konsekwentnie odmawiali przywódcy wszystkich tych krajów. 17 czerwca 1967 ministrowie spraw zagranicznych trzynastu państw arabskich proklamowali w Kuwejcie utworzenie wspólnego frontu walki przeciwko izraelskiej agresji. Postanowiono, że z Izraelem nie będzie żadnych negocjacji, nie będzie traktatu pokojowego i nikt nie uzna istnienia tego państwa. Izolując Izrael politycznie i gospodarczo, postanowiono prowadzić jednoczesną wojnę ze wszystkich kierunków. Te ciągłe ataki ze wszystkich kierunków miały zmęczyć i osłabić Izrael.
W tej walce niezwykle ważnym czynnikiem okazała się Organizacja Wyzwolenia Palestyny, która wykorzystała osłabienie militarne Egiptu i rozpoczęła prowadzenie coraz bardziej samodzielnej polityki. Poglądy jej przywódców stopniowo radykalizowały się, aż w 1969 przywództwo nad OWP przejął Jasir Arafat, wieloletni nieprzejednany wróg kompromisu z Izraelem.
Natomiast w Izraelu, lewicowy rząd premiera Lewiego Eszkola doprowadził do uchwalenia 27 czerwca 1967 przez Kneset trzech ustaw dotyczących Jerozolimy. Pierwsza rozszerzała izraelską jurysdykcję na Wschodnią Jerozolimę. Druga powiększyła trzykrotnie powierzchnię miasta Jerozolima. Trzecia ustawa zapewniała ochronę wszystkich obiektów sakralnych i swobodny dostęp do nich dla wyznawców wszystkich religii.

### Rezolucja ONZ nr 242
22 listopada 1967 Rada Bezpieczeństwa ONZ wystosowała rezolucję nr 242, wzywającą do „utworzenia sprawiedliwego i trwałego pokoju na Bliskim Wschodzie”, który miał być osiągnięty poprzez przyjęcie następujących zasad:
1. wycofanie izraelskich wojsk z terenów zajętych w wojnie sześciodniowej,
2. wycofaniu wszystkich żądań sprzed wojny,
3. poszanowaniu praw wszystkich państw regionu do bezpiecznego istnienia w swoich granicach.

Najważniejszą cechą charakterystyczną rezolucji była formuła „ziemia za pokój”, domagająca się izraelskiego wycofania z zajętych terenów w zamian za pokój z sąsiadami.
23 listopada 1967 Sekretarz generalny Organizacji Narodów Zjednoczonych U Thant upoważnił szwedzkiego dyplomatę Gunnar Jarringa, aby jako specjalny wysłannik ONZ nadzorował wprowadzenie rezolucji 242 w życie. Jarring umieścił swoją główną kwaterę na Cyprze i rozpoczął konsultacje z Izraelem, Egiptem, Jordanią i Libanem. Syria odmówiła udziału w jakichkolwiek konsultacjach w sprawie porozumienia z Izraelem. Konsultacje prowadzone przez Jarringa były niezwykle trudne, gdyż delegacja izraelska nalegała na jak najszybsze rozpoczęcie bezpośrednich rozmów pokojowych twierdząc, że żadne ustępstwa terytorialne nie mogą być poczynione, zanim nie powstanie perspektywa uzyskania trwałego pokoju. Natomiast państwa arabskie popierane przez Związek Socjalistycznych Republik Radzieckich utrzymywały, że bezpośrednie rozmowy z Izraelem mogą rozpocząć się dopiero po wycofaniu jego wojsk z zajętych terenów. Impas w negocjacjach doprowadził do zerwania konsultacji przez państwa arabskie. W rezultacie komunistyczne państwa Europy Wschodniej (z wyjątkiem Rumunii) zerwały stosunki dyplomatyczne z Izraelem.
W październiku 1973 arabskie armie podjęły próbę odzyskania utraconych ziem, podejmując atak podczas najważniejszego święta judaizmu Jom Kipur. Wojna ta przeszła do historii pod nazwą wojny Jom Kipur.

### Konteksty kulturowe
W 2005 szwedzki zespół metalowy Sabaton napisał utwór o wojnie sześciodniowej pod tytułem „Counterstrike”, znajdujący się na płycie „Primo Victoria”.